# Маганья Борха, Альваро Альфредо
Альваро Альфредо Маганья Борха (исп. Álvaro Alfredo Magaña Borja, 8 октября 1926, Ауачапан, департамент Аучапан, Республика Эль Сальвадор — 10 июня 2001, Сан-Сальвадор, Республика Эль Сальвадор) — политический Республики Эль-Сальвадор, временный президент Сальвадора в 1982—1984 годах.

## Биография
Альваро Альфредо Маганья Борха родился 8 октября 1926 года в городе Ауачапан в богатой известной семье. Обучался в Университете Сан-Сальвадора, где стал доктором юриспруденции и социальных наук, работал адвокатом. Затем продолжил обучение, получил учёные степени по экономике в Чикагском университете и в области экономики и финансов в Римском университете.

### Карьера финансиста
Альваро Маганья начал административную карьеру в 1960 году, после свержения конституционного президента Хосе Марии Лемуса. Он занял пост заместителя государственного секретаря по вопросам финансов, а в 1961 году, после прихода к власти консервативных военных, стал заместителем директора департамента экономики Организации американских государств (ОАГ) в Вашингтоне (США) и исполнительным директором Общей программы налоговых выплат ОАГ — Межамериканского банка развития — Экономической комиссии ООН для Латинской Америки и Карибского региона (CEPAL). В 1964 году Маганья был одним из редакторов издания «Problemas de política fiscal; documentos y actas de la conferencia celebrada en Santiago, Chile, en diciembre de 1962» (Washington D. C., Unión Panamericana, 1964), в котором выдвинул идею создания единого Налогового кодекса для стран Латинской Америки, осуществлённую в 1967 году.
После возвращения на родину в 1965 году Альваро Маганья, как специалист в области финансов и налогового права, был назначен президентом Ипотечного банка (исп. Banco Hipotecario) Сальвадора. В 1976 году он одновременно занял пост директора Центрального резервного банка Сальвадора, а в 1972—1977 годах был также советником Монетарного совета (исп. Junta Monetaria) и членом Министерского совета экономики (исп. Comité Económico Ministerial). Альваро Маганья пользовался доверием деятелей военно-конституционного режима Партии национального примирения и сохранил его после свержения президента Карлоса Умберто Ромеро в 1979 году. В 1980 году он, продолжая фактически руководить финансами Сальвадора, вновь вернулся на должности в Монетарном совете и в Совете экономики. За эти годы Маганья издал несколько книг по теории и практике финансовой деятельности, изучал вопросы налоговых сборов в контексте латиноамериканской интеграции и проблемы финансирования Ипотечным банком сельского хозяйства Сальвадора.

### Временный президент
В марте 1982 года в условиях гражданской войны в Сальвадоре прошли выборы в Конституционную ассамблею страны, на которых победу одержал блок пяти правых партий во главе с отставным майором Роберто д’Обюссоном. Однако д’Обюссон не смог возглавить государство: против его кандидатуры, считавшейся слишком одиозной, выступили не только оппозиционные партии Ассамблеи, но и посол США в Сальвадоре Дин Хинтон. Помимо этого президент США Рональд Рейган послал в Сальвадор своего личного представителя генерала Вернона Уолтерса, чтобы предотвратить избрание президентом фигуры, которая вновь заведёт ситуацию в тупик. Тогда, после долгих переговоров, депутаты Учредительной ассамблеи Сальвадора Хесус Долорес Ортис (Христианско-демократическая партия, PDC) и Наполеон Бонилья (Партия национального примирения) выдвинули кандидатуру руководителя Центрального резервного и Ипотечного банков страны Альваро Маганьи в президенты Сальвадора. 29 апреля 1982 года он был избран, победив кандидата Националистического республиканского альянса (АРЕНА) Хулио Сесара Барреру.
В воскресенье 2 мая 1982 года в 10.00 утра в Голубом зале президентского дворца Хосе Наполеон Дуарте передал ему двуцветную президентскую ленту. 4 мая было приведено к присяге коалиционное правительство Маганьи, в которое вошли 14 человек (8 от блока правых партий, 3 — от ХДП и 3 независимых).
Деятельность правительства Альваро Маганьи разворачивалась по четырём направлениям: составление новой конституции, достижение национального примирения, осуществление социально-экономических реформ и проведение новых выборов.
Конституционная ассамблея в мае 1982 года восстановила действие Конституции 1962 года и учредила комиссию по составлению новой конституции, приступившую к работе в июне 1983 года. В августе 1983 года Ассамблея начала рассмотрение предложенного ею проекта. К концу года Конституция 1983 года была принята и вступила в действие 20 декабря 1983 года, после чего Конституционная ассамблея была преобразована в Законодательное собрание. Новая конституция во многом повторяла положения конституции 1962 года, однако отменяла смертную казнь, ограничивала размеры земельных владений, давала существенные социальные гарантии. Военные и духовенство лишались права вести политическую пропаганду и вступать в политические партии. При этом в феврале 1984 года правительство Маганьи обошло провозглашённые конституционные гарантии, издав декрет № 50, учредивший военные суды, действовавшие до 1987 года.
В вопросах национального примирения и восстановления нормального функционирования государственной и политической систем, прежде всего, было необходимо добиться консолидации политических сил, принявших участие в конституционном процессе. Альваро Маганье при поддержке военного командования и представителей США удалось уговорить христианских демократов Хосе Наполеона Дуарте, Партию национального примирения и партию АРЕНА д’Обюссона заключить 3 августа 1982 года т. н. Пакт Апанека (исп. Pacto de Apaneca). Это соглашение утверждало «основную платформу правительства» и общие принципы демократизации, защиты прав человека, поощрения экономики и продолжения экономических и социальных реформ. Должен был способствовать примирению и визит в Сальвадор в марте 1983 года Папы Римского Иоанна Павла II. Однако наладить диалог с партизанами Фронта национального освобождения им. Фарабундо Марти не удавалось. Призывы Маганьи к примирению не имели успеха и боевые действия между армией и партизанами продолжались до конца его правления.
В мае 1982 году по инициативе Маганьи для предотвращения сельскохозяйственных потерь был приостановлен III этап аграрной реформы. В следующем году с санкции Конституционной ассамблеи его реализация была продолжена, однако суть реформы под давлением правых партий претерпела изменения. Предельный размер землевладений в 100 гектар, утверждённый в 1980 году в декрете полковника А. Махано, теперь был конституционно ограничен уже 245 гектарами, с правом конфискации для общественных нужд при обязательной компенсации.
Политическую ситуацию в стране осложнил конфликт в вооружённых силах. В январе 1983 году, вступивший в конфликт с министром обороны подполковник Сихифредо Очоа поднял мятеж протии военного командования. Выступление провалилось, но правительство пошло на уступки, считая недопустимым появление ещё одного фронта в условиях гражданской войны. В апреле того же года последовала отставка министра обороны генерала Гильермо Гарсии. Новым министром обороны был назначен генерал Видес Касанова.
Тем не менее в таких условиях правительству удавалось продолжать выполнение масштабных экономических проектов: в правление Альваро Маганьи состоялось торжественное открытие гидроэлектрокомплекса на реке Лемпа.

### Зарубежные поездки
- Июль 1982 года — страны Центральной Америки[8];
- Декабрь 1982 года — Коста-Рика (встретился с президентом США Р.Рейганом) [8];
- Июнь 1983 года — США[6]; 17 июня 1983 в Вашингтоне состоялась беседа Альваро Маганьи с президентом США Рональдом Рейганом, который назвал сальвадорского президента «храбрым и талантливым лидером» (courageous and talented leader) и высокого оценил его деятельность:

Он делает замечательные успехи, решая трудную задачу перехода Сальвадора к демократии, и  в то же самое время организуя защиту от руководимых марксистами партизан, которые превратили бы его страну в диктатуру кубинского образца. Президент Маганья, Правительство Сальвадора, и люди той храброй страны заслуживают нашей поддержки и пользуются ею.
Маганья поблагодарил Рейгана за поддержку, заверил его, что сальвадорцы верят «в демократию, свободу, и все принципы, которые сделали эту страну великой» (in democracy, liberty, and all the principles that have made this country great) после чего дал свою оценку ситуации:
Ситуация в Сальвадоре - часть мирового экономического кризиса и идеологического конфликта. Однако наши проблемы не являются исключительно результатом внешних факторов. В течение долгого времени социально-экономическое неравенство препятствовало полному развитию демократии. Оно обеспечило возможности для проникновения в наше полушарие иных интересов, особенно интересов Советского Союза и его саттелитов, действующих через две латиноамериканских страны, чтобы сделать нас жертвами своей экспансионистской политики.  Наше правительство - результат выбора сальвадорского народа, который  28 марта 1982, рискуя жизнями, избрал кардинально и без сомнений демократическую систему как предпочтительную форму политической организации. Следовательно, мое правительство не является продуктом той или иной преобладающей идеологической фракции: оно скорее ясное и конституционное выражение суверенной воли народа, проявленной на самых представительных свободных выборах, известных в нашей всей истории.
- Июль 1983 года — Гватемала[6].

### После отставки
В условиях продолжавшихся военных действий правительству удалось провести президентские выборы, которые прошли в два тура, 25 марта и 6 мая 1984 года. В сложной борьбе за власть христианскому демократу Хосе Наполеону Дуарте удалось опередить бывшего соперника Маганьи майора д’Обюссона и вернуться в кресло президента. 1 июня 1984 года состоялась церемония передачи власти и Альваро Маганья покинул политическую арену.
После отставки он фактически отошёл от общественной деятельности и посвятил себя исследованиям и опубликованию книг и статей по вопросам конституционного и налогового права, экономики сельского хозяйства и государственных финансов. Множество его статей в последующие годы были напечатаны специализированными журналами Аргентины, Испании, Италии и США.
 Альваро Альфредо Маганья Борха скончался утром 10 июня 2001 года в медицинском центре Сан-Сальвадора, куда был помещён из-за ухудшения здоровья.

## Семья
Альваро Маганья был женат на Конче Марии Гранадос де Маганья (Concha Marina Granados de Magaña). У них было шесть детей: Мария Елена (María Elena), в замужестве де Кастильо (de Castrillo), Альваро Альфредо (Alvaro Alfredo), Хосе Марио (José Mario), Эрнесто Федерико (Ernesto Federico), Мария Тереса (María Teresa), в замужестве де Гильберт (de Gilbert) и Ана Марина (Ana Marina) в замужестве де Ортега (de Ortega).

## Сочинения
- Alvaro Magaña. El concepto fiscal de renta y la renta imputada de la casa habitada por su propietario. / Washington D. C., Secretaría General de la OEA, 1967;
- Alvaro Magaña. Establecimiento de un sistema de obtención de recursos fiscales para la integración económica centroamericana. / Tegucigalpa, BCIE, 1967;
- Alvaro Magaña. El financiamiento del Banco Hipotecario de El Salvador al sector agropecuario. / San Salvador, 1969;
- Discursos, mensajes y declaraciones del presidente de la República, doctor Alvaro Magaña. / San Salvador, Secretaría de Información de la Presidencia, 1984 (Período de marzo a diciembre de 1983);
- Alvaro Magaña. Derecho Constitucional Financiero Salvadoreño» (1989);
- Alvaro Magaña. Derecho Constitucional Tributario: el principio de legalidad" (1993);
- Alvaro Magaña. El Estado como sujeto pasivo de obligaciones tributarias" (1993);
- Alvaro Magaña Derecho Constitucional Presupuestario salvadoreño" (1996);
- Alvaro Magaña. Consideraciones sobre la Constitución salvadoreña" (1996);
- Alvaro Magaña. Derechos fundamentales y Constitución" (1997);
- Alvaro Magaña. La constitucionalización del principio de reserva de ley tributaria en El Salvador" (1997);
- Alvaro Magaña. Los límites constitucionales de la autonomía del Banco Central" (1998).